# Campionati europei di ciclismo su strada 2024
I Campionati europei di ciclismo su strada 2024 si sono svolti nella provincia di Limburgo, in Belgio, dall'11 al 15 settembre 2024.

## Eventi

### Cronometro individuali
Mercoledì 11 settembre
- 09:00 Donne Junior
- 10:15 Uomini Junior
- 11:45 Donne Under-23
- 13:15 Uomini Under-23
- 15:00 Donne Elite
- 16:30 Uomini Elite

### Staffette
Giovedì 12 settembre
- 11:30 Staffetta Mista Junior
- 14:20 Staffetta Mista Elite

### Corse in linea
Venerdì 13 settembre
- 09:00 Uomini Under-23
- 13:30 Donne Under-23

Sabato 14 settembre
- 09:00 Uomini Junior
- 13:30 Donne Elite

Domenica 15 settembre
- 09:00 Donne Junior
- 12:30 Uomini Elite

## Medagliere
| Posiz. | Nazione     | Oro | Argento | Bronzo | Totale |
| ------ | ----------- | --- | ------- | ------ | ------ |
| 1      | Paesi Bassi | 6   | 4       | 1      | 11     |
| 2      | Belgio      | 3   | 1       | 2      | 6      |
| 3      | Italia      | 2   | 1       | 2      | 5      |
| 4      | Spagna      | 1   | 1       | 0      | 2      |
| 5      | Norvegia    | 1   | 0       | 1      | 2      |
| 6      | Finlandia   | 1   | 0       | 0      | 1      |
| 7      | Germania    | 0   | 5       | 0      | 5      |
| 8      | Svezia      | 0   | 1       | 0      | 1      |
| 8      | Svizzera    | 0   | 1       | 0      | 1      |
| 10     | Francia     | 0   | 0       | 2      | 2      |
| 11     | Lussemburgo | 0   | 0       | 1      | 1      |
| 11     | Polonia     | 0   | 0       | 1      | 1      |
| 11     | Slovacchia  | 0   | 0       | 1      | 1      |
| 11     | Austria     | 0   | 0       | 1      | 1      |
| 11     | Rep. Ceca   | 0   | 0       | 1      | 1      |
| 11     | Estonia     | 0   | 0       | 1      | 1      |
| Totale | Totale      | 14  | 14      | 14     | 42     |

## Sommario degli eventi
| Eventi                   | Oro                                                                                               | Tempo    | Argento                                                                                                  | Tempo | Bronzo | Tempo   |
| Uomini Elite             |                                                                                                   |          | |       | |         |
| Gara in linea dettagli   | Tim Merlier Belgio                                                                                | 4:37'09" | Olav Kooij Paesi Bassi                                                                                   | s.t.  | Madis Mihkels Estonia                                                                                                  | s.t.    |
| Cronometro dettagli      | Edoardo Affini Italia                                                                             | 31'15"   | Stefan Küng Svizzera                                                                                     | a 9"  | Mattia Cattaneo Italia                                                                                                 | a 19"   |
| Donne Elite              |                                                                                                   |          | |       | |         |
| Gara in linea dettagli   | Lorena Wiebes Paesi Bassi                                                                         | 2:40'40" | Elisa Balsamo Italia                                                                                     | s.t.  | Daria Pikulik Polonia                                                                                                  | s.t     |
| Cronometro dettagli      | Lotte Kopecky Belgio                                                                              | 39'00"   | Ellen van Dijk Paesi Bassi                                                                               | a 43" | Christina Schweinberger Austria                                                                                        | a 1'02" |
| Miste Elite              |                                                                                                   |          | |       | |         |
| Staffetta mista dettagli | Italia Edoardo Affini Mattia Cattaneo Mirco Maestri Elena Cecchini Vittoria Guazzini Gaia Masetti | 1:01'43" | Germania Nils Politt Jannik Steimle Max Walscheid Lisa Klein Franziska Koch Mieke Kröger                 | a 17" | Belgio Edward Theuns Noah Vandenbranden Victor Vercouillie Alana Castrique Marion Norbert-Riberolle Jesse Vandenbulcke | a 1'33" |
| Uomini Under-23          |                                                                                                   |          | |       | |         |
| Gara in linea dettagli   | Huub Artz Paesi Bassi                                                                             | 3:22'33" | Niklas Behrens Germania                                                                                  | s.t.  | Léandre Lozouet Francia                                                                                                | a 11"   |
| Cronometro dettagli      | Alec Segaert Belgio                                                                               | 35'06"   | Jakob Söderqvist Svezia                                                                                  | a 31" | Wessel Mouris Paesi Bassi                                                                                              | a 40"   |
| Donne Under-23           |                                                                                                   |          | |       | |         |
| Gara in linea dettagli   | Sofie van Rooijen Paesi Bassi                                                                     | 2:26'21" | Scarlett Souren Paesi Bassi                                                                              | s.t.  | Eleonora Gasparrini Italia                                                                                             | s.t     |
| Cronometro dettagli      | Anniina Ahtosalo Finlandia                                                                        | 25'02"   | Antonia Niedermaier Germania                                                                             | a 16" | Marie Schreiber Lussemburgo                                                                                            | a 30"   |
| Uomini Junior            |                                                                                                   |          | |       | |         |
| Gara in linea dettagli   | Felix Ørn-Kristoff Norvegia                                                                       | 2:40'40" | Héctor Álvarez Martínez Spagna                                                                           | s.t.  | Paul Seixas Francia | s.t     |
| Cronometro dettagli      | Michel Mouris Paesi Bassi                                                                         | 23'06"   | Matisse Van Kerckhove Belgio                                                                             | a 6"  | Jasper Schoofs Belgio                                                                                                  | a 8"    |
| Donne Junior             |                                                                                                   |          | |       | |         |
| Gara in linea dettagli   | Puck Langenbarg Paesi Bassi                                                                       | 1:43'15" | Messane Bräutigam Germania                                                                               | s.t.  | Stepanka Dubcová Rep. Ceca                                                                                             | s.t     |
| Cronometro dettagli      | Paula Ostiz Taco Spagna                                                                           | 17'52"   | Fee Knaven Paesi Bassi                                                                                   | a 1"  | Viktória Chladoňová Slovacchia                                                                                         | a 10"   |
| Miste Junior             |                                                                                                   |          | |       | |         |
| Staffetta mista dettagli | Paesi Bassi Michiel Mouris Joeri Schaper Gijs Schoonvelde Jente Koops Roos Müller Sara Sonnemans  | 1:05'20" | Germania Paul Fietzke Ian Kings Paul-Felix Petry Messane Bräutigam Magdalena Leis Joelle Amelie Messemer | a 18" | Norvegia Marius Innhaug Dahl Andreas Flaatten Felix Ørn-Kristoff Kamilla Aasebø Mia Gjertsen Matilde Skjelde           | a 30"   |